# New York Cosmos 1974
Questa voce raccoglie le informazioni riguardanti i New York Cosmos nelle competizioni ufficiali della stagione 1974.

## Rosa
| N. |                        | Ruolo | Calciatore       |
| -- | ---------------------- | ----- | ---------------- |
| 0  | Polonia (bandiera)     | P     | Bronisław Sularz |
| 1  | Stati Uniti (bandiera) | P     | Shep Messing     |
| 2  | Stati Uniti (bandiera) | D     | Barry Mahy       |
| 3  | Scozia (bandiera)      | D     | Frank Donlavey   |
| 4  | Stati Uniti (bandiera) | D     | Werner Roth      |
| 6  | Canada (bandiera)      | C     | John Kerr        |
| 7  | Inghilterra (bandiera) | A     | Harold Jarman    |
| 8  | Inghilterra (bandiera) | D     | Malcolm Dawes    |
| 9  | Stati Uniti (bandiera) | A     | Mark Liveric     |
| 10 | Bolivia (bandiera)     | C     | Carlos Scott     |
| 11 | Brasile (bandiera)     | A     | Jorge Siega      |

| N. |                        | Ruolo | Calciatore       |
| -- | ---------------------- | ----- | ---------------- |
| 12 | Brasile (bandiera)     | C     | Emanuel Carrette |
| 12 | Stati Uniti (bandiera) | A     | Joey Fink        |
| 14 | Inghilterra (bandiera) | C     | Mike Wardrop     |
| 15 | Ungheria (bandiera)    | C     | Bela Monoki      |
| 16 | Bermuda (bandiera)     | A     | Randy Horton     |
| 19 | Inghilterra (bandiera) | C     | Geoff Vowden     |
| 20 | Ecuador (bandiera)     | C     | Germy Rivera     |
| 22 | Stati Uniti (bandiera) | D     | Angelo Anastasio |
| 23 | Inghilterra (bandiera) | D     | Len Renery       |
| 24 | Inghilterra (bandiera) | D     | Gordon Bradley   |

## Statistiche

### Statistiche di squadra
| Competizione | Punti | Totale | Totale | Totale | Totale | Totale | Totale | ‰ |
| Competizione | Punti | G      | V      | N      | P      | Gf     | Gs     | ‰ |
| ------------ | ----- | ------ | ------ | ------ | ------ | ------ | ------ | - |
| NASL         | -     | 20     | 4      | 2      | 14     | 28     | 40     | - |

## Statistiche dei giocatori
| Giocatore | Campionato | Campionato | Campionato | Campionato |
| Giocatore | Pres       | Gol        | Am         | Esp        |
| --------- | ---------- | ---------- | ---------- | ---------- |
| Anastasio | 4          | -          | -          | -          |
| Bradley   | 8          | -          | -          | -          |
| Dawes     | 16         | 2          | -          | -          |
| Donlavey  | 14         | -          | -          | -          |
| Horton    | 16         | 9          | -          | -          |
| Jarman    | 18         | 4          | -          | -          |
| Kerr      | 9          | -          | -          | -          |
| Liveric   | 18         | 2          | -          | -          |
| Mahy      | 19         | -          | -          | -          |
| Messing   | 8          | -          | -          | -          |
| Monoki    | 1          | -          | -          | -          |
| Renery    | 15         | -          | -          | -          |
| Rivera    | 5          | -          | -          | -          |
| Roth      | 15         | -          | -          | -          |
| Scott     | 12         | 3          | -          | -          |
| Siega     | 12         | 1          | -          | -          |
| Sularz    | 13         | -          | -          | -          |
| Vowden    | 15         | 2          | -          | -          |
| Wardrop   | 13         | -          | -          | -          |